# Pseudopanurgus pulchricornis
Pseudopanurgus pulchricornis là một loài Hymenoptera trong họ Andrenidae. Loài này được Cockerell mô tả khoa học năm 1922.